# 阿尔康巴勒
阿尔康巴勒（法語：Arcambal，法語發音：[aʁkɑ̃bal]）是法国洛特省的一个市镇，属于卡奥尔区。

## 地理
阿尔康巴勒（44°27'23"N, 1°30'51"E）面积23.11 平方千米，位于法国奧克西塔尼大區洛特省，该省份为法国西南部内陆省份，北起顺时针与科雷兹省、康塔爾省、阿韦龙省、塔恩-加龙省、洛特-加龍省和多尔多涅省接壤。
与阿尔康巴勒接壤的市镇（或旧市镇、城区）包括：欧若勒、卡奥尔、埃斯克洛泽勒、弗洛雅克-普若勒、拉马格德莱娜、圣热里韦尔。

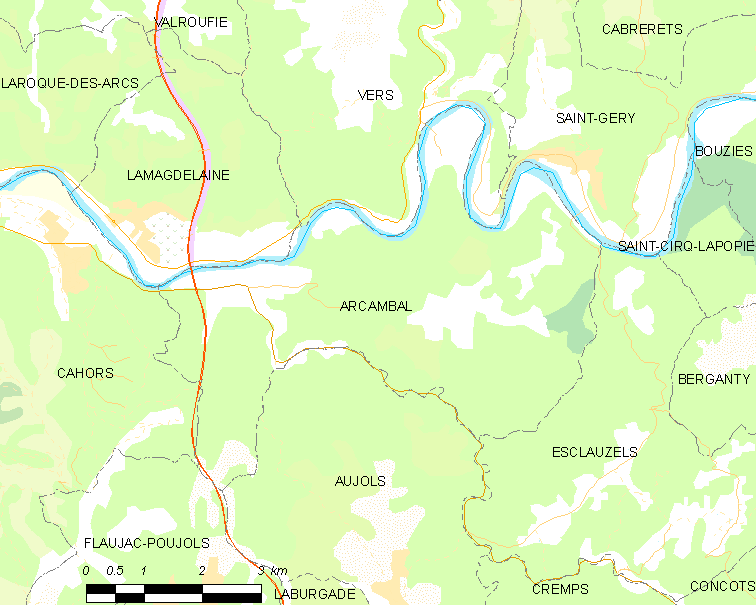
阿尔康巴勒的OSM定位图

阿尔康巴勒的时区为UTC+01:00、UTC+02:00（夏令时）。

## 行政
阿尔康巴勒的邮政编码为46090，INSEE市镇编码为46007。

## 政治
阿尔康巴勒所属的省级选区为卡奥尔第二县。

## 人口

1962-2008年间阿尔康巴勒人口变化图示

阿尔康巴勒于2022年1月1日时的人口数量为1000人。